# 高桥幸宏
高桥幸宏（日语：／ Takahashi Yukihiro，1952年6月6日—2023年1月11日）是日本男性創作歌手、鼓手、時裝設計師及作家，他也是黃色魔術交響樂團的成員，其與樂隊成員細野晴臣、坂本龍一對迷幻浩室和合成器運動有著開創式的世界影響，並以追求多元化的風格影響著電子音樂流派。
作為創作歌手，高桥幸宏也曾擔任搖滾樂隊Sadistic Mika Band的前鼓手以及METAFIVE團體的成員。

## 概要

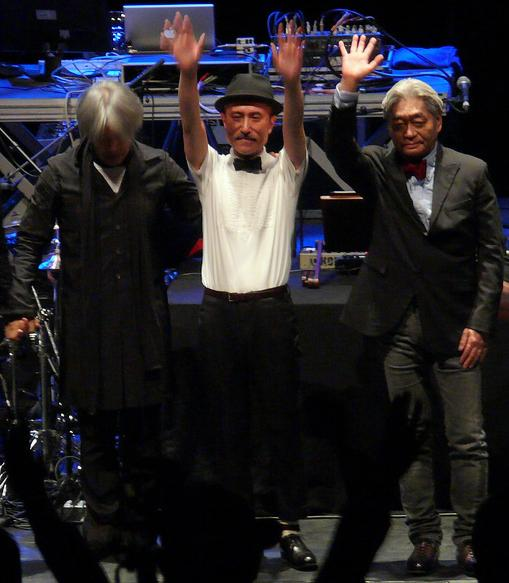
2008年于伦敦举办演唱会的高桥幸宏

作为创作歌手的高桥，同时还兼具鼓手、作词家、作曲家、编曲家以及音乐制作人的身份。而且，还是一位时装设计师和作家。青年时就读于武藏野美术大学并中途退学。从1978年出道到1980年上半年，一直以片假名表示的作为名称出现。
从上高中时开始，高桥以录音师身份活动。高桥为人熟知的身份是作为Yellow Magic Orchestra的主音和鼓手，以及Sadistic Mika Band的前鼓手。除此之外，以与铃木庆一组成的The Beatniks，和之后与细野晴臣组成的Sketch Show为代表，高桥与许多音乐家一起进行过合作创作。并且还担任过山本耀司在巴黎时装展上的音乐负责人以及椎名诚导演的电影的音乐总监。最近几年因为身体原因，曝光机会渐少，且以鼓手作为自己的本职。高桥独特多变的音乐风格，使他受到众多，尤其是和YMO同代的音乐家的高度尊重。
而在音乐之外的领域中，高桥还担任了「Brother」(BUZZ SHOP CO.)、「Buzz Brother」(BUZZ SHOP CO.)、「Bricks」(BUZZ SHOP CO.)、「Bricks Mono」(PLAN・NET-WERK CO.)、「YUKIHIRO TAKAHASHI COLLECTION」(WAG Inc.)等他自己创造的服装品牌的设计师。在1983年，担任了电台节目『オールナイトニッポン』的主持人。除此之外，高桥还出演过电影和商业广告，发表过随笔，其活动范围横跨多个领域。1984年以男主角身份出演爱情喜剧电影『四月的鱼』并兼任该剧音乐监督。高桥于演员竹中直人私交甚笃，在参加竹中的电视节目『竹中直人的恋爱假期』、『十日谈』的时候，还尝试出演了超现实主义的微型短剧。
高桥的爱好是垂钓。钓鱼起初是高桥为了缓解精神疾病而开始的，而从开始以后高桥就完全迷上了垂钓，甚至有在电台节目直播当中跑去钓鱼的经历。他还是垂钓同好会「东京鹤龟Fishing Club」的会长。
高桥幸宏的哥哥高桥信之，是The Fingers的原制作人。高桥幸宏的姐姐是日本时尚业出版宣传界的第一人伊藤美惠。日本现代文学研究者高桥世织是高桥幸宏的堂兄弟。

## 简历
高桥幸宏，1952年6月6日生于东京。小学五年级的时候，高桥已经学会了打鼓。在立教中学上学时和同年级的东乡昌和一起组成了名为「ブッダズ・ナルシィーシィー」的乐队，主要在各种聚会上演出（东乡作为高桥幸宏的兄长高桥信之担任制作人的民谣乐团「BUZZ」的一员出道）。
在上高中时，高桥开始以录音师身份活动。1969年加入了民谣乐团「GARO」的伴奏乐队。但是在「学生街的咖啡店」的成功之后，因为音乐路线的不同，和小原礼一起退出了「GARO」。
1972年，在武藏美术大学就学时，受加藤和彦劝说，接替之前退出的角田广加入Sadistic Mika Band。Sadistic Mika Band在国际上（尤其在英国）广受好评，专辑『黒船』大获成功，名垂日本摇滚史，影响力持续至今。1974年，Sadistic Mika Band在Roxy Music的全英巡演中担任暖场乐队，乐队回日后解散。
Sadistic Mika Band解散之后，高桥幸宏和高中正义、后藤次利、今井裕结成了Sadistic，1978年Sadistic宣布解散。同年，高桥幸宏和坂本龙一、细野晴臣组成Yellow Magic Orchestra（YMO）。1979年到1980年，YMO进行了两次世界巡演。YMO不仅在世界范围内收获了巨大成功，也给日本甚至全世界的音乐风格带来了巨大的影响。由高桥作曲的「Rydeen」也广为流传(与坂本龙一所采用的逻辑性的作曲方法不同，高桥的这首曲子是从哼唱中创作出来的)。在YMO结成初期，细野晴臣认为YMO的成员中不必包含演唱者（将演唱部分交给客座歌手），而在坂本的推举下高桥担当了「中国女」的演唱部分，从而也发挥了他在演唱方面的才能。另外，高桥服装设计方面的才能也发挥在了他所设计的服装上。高桥当时是他自有品牌「Bricks」和「Bricks-MONO」的设计师。YMO组成之前，高桥在看到当时穿着草率的坂本时说“你要是好好打扮一下肯定很帅”，之后为坂本准备了很多用来搭配的服装。除了自己和YMO的演出活动之外，1981年高桥和铃木庆一组成了「The Beatniks」。1983年12月，YMO「散開」（解散）。
YMO解散之后，高桥将更多精力投入在自己作为独立艺人和The Beatniks团员的演艺活动中。1989年，高桥和桐岛花莲一起短暂重组了Sadistic Mika Band。1992年，高桥幸宏和山本耀司、高桥信之、田中信一一起设立了「AGENT CON-SIPIO」。1992年成立了录音室「CONSIPIO STUDIO」和音乐厂牌「CONSIPIO RECORDS」。1997年高桥自己也移籍到「CONSIPIO RECORDS」、这个厂牌现在处于休眠状态。1993年YMO「再生」（重组），并且在发行唱片「TECHNODON」后，于东京巨蛋体育馆举行演唱会。
2002年高桥和细野晴臣组成了Sketch Show。2004年以Sketch Show+坂本龙一的组合Human Audio Sponge（HAS）的身份参加了「Sonar Festival 2004」。
2005年高桥再次和东芝EMI（现：EMI Music Japan）签约。2006年，时隔七年之后高桥再次发行了个人专辑「BLUE MOON BLUE」。这张专辑通过Sketch Show时期的电子乐手法在流行乐方向进行了曲风的拓展。专辑发行后，从LiveHouse到音乐节，高桥和高野款、高田涟、权藤知彦一等成员一起在各地完成了数场演出。10月份，高桥不仅再次参加了在惠比寿Garden Hall举行的「Sonar Festival」，还在新宿ICC、仙台媒体文化中心和东京现在美术馆三地进行了名为「Museum Tour」的巡回演出。高质量的演出和部分新曲的首演也向大家展示了高桥音乐路线的下一步发展。
2006年，作为麒麟啤酒电视广告的相关策划，高桥邀请木村KAELA作为乐队主唱再次重组了Sadistic Mika Band。并且在10月份发布了乐队的新专辑。于此如出一辙的是，2007年同样借助麒麟啤酒的广告策划，YMO也由此再次重组。在广告中YMO以「Rydeen 79/07」重新演绎了「Rydeen」，并且同时在网络上开放了收费下载。2007年5月，以HAS的身份参与了慈善组织「Smile Together Project」举办的演出，之后在7月又参加了「WORLD HAPPINESS」举办的「Live Earth」的演出。
2008年，高桥和原田知世、高野宽、高田涟、权藤知彦、堀江博久一起组建了新乐队「pupa」。同年7月2日发行了新专辑「floating pupa」。2009年11月24日，高桥幸宏开始使用Twitter。
2009年3月11日，高桥发行了自己的第21张录音室专辑「Page By Page」。同年6月6日，高桥时隔三年再次举办个人专场演出，7月又在「FujiRock Festival」以「念願だった」为名做了演出。10月份高桥又在LiveHouse举行了公演，之后开始了零星而充实的演出活动。	
2010年，pupa发行了第二张专辑。
自2020年夏季以來，高橋一直患有間歇性頭痛。並在接受核磁共振檢查時發現了腦瘤，隨後高橋於8月13日進行了切除腫瘤手術。同年10月，高橋於推特宣布自己已經完成了摘除手術以及住院過程，並在他位於輕井澤的別墅休養期間繼續接受治療。

### 逝世
2023年1月14日，高橋去世的訃告向外界公佈，享壽70歲，死亡原因和日期尚未透露。
高橋生前音樂夥伴坂本龍一在推特發出「無言推文」，僅附上一張暗灰色圖，似乎是對高橋死訊致哀。

## 作品

#### 音乐制作
竹中直人、安田成美、高野宽、山下久美子、中原理惠、SHEENA & THE ROKKETS、立花初、Pink Lady、门朝美、SMOOTH ACE、NOKKO、桐島花莲、TOKIO、EBI等。

#### 作词、作曲
为樱田淳子、竹内玛利亚、田原俊彦、高冈早纪、浅香唯、小坂一也、藤真利子、堀千惠美、Pierre Barouh、高井麻巳子、杉本彩、Sunday&Sunset、宫本典子(现mimi)、伊藤司、The Ventures、冨田恵一、安田成美等创作过许多作品。

#### 参与演出
参与过BUZZ、山下达郎、荒井由实、矢沢永吉、太田裕美、キャンディーズ、浅野优子、山口百惠、桑名正博、草刈正雄、岩崎宏美、オフコース、泉谷茂、加藤和彦、矢野显子、大贯妙子、八神纯子、ビル・ネルソン、アグネス・チャン、堀千惠美、海援队、来生孝夫、濱田省吾、南佳孝、铃木茂、ブレッド&バター、Zaine Griff、乡裕美、松井常松、テイ・トウワ、東京スカパラダイスオーケストラ、EPO、山本达彦、渡边香津美、高中正义、やくしまるえつこ、小林武史、小椋桂等许多作品的演出（以鼓手为主，也有作为键盘手、和声等经历）。

#### 其他
为山本耀司制作在巴黎时装周时使用的音乐，出任椎名诚导演的电影『ガクの冒険』的音乐总监。
监制了CASIO鼓机「RZ-1」的内置鼓音。

## 个人发表作品

### 单曲
King RecordsSEVEN SEAS厂牌
- C'EST SI BONセ・シ・ボン（1978年6月21日）
- 音乐殺人（1980年6月21日）
- 悲しきブルーカラーワーカー（1980年12月5日）

Alfa Record￥・E・N厂牌
- ARE YOU RECEIVING ME?（1983年1月1日）
- 前兆（1983年6月25日）
- 「四月の魚」テーマソング -Poisson D'avril（1985年4月25日）

キャニオンレコードT・E・N・T厂牌
- Weekend（1986年8月21日）

東芝EMIイーストワールド厂牌
- Look of Love(1988年11月9日)
- 1%の関係（1990年2月15日）
- X'MAS DAY IN THE NEXT LIFE（1990年11月14日）
- 愛はつよい stronger than iron(1991年2月20日)
- 元気ならうれしいね（1991年11月27日）
- 素敵な人（1992年3月18日）
- 青空（1994年10月19日）
- 精一杯の微笑み（1995年4月8日）
- water melon（1995年4月28日）以Dice Orchestra的名义
- さえない気持ち（1995年9月27日）
- 名もない恋愛（1996年10月16日）

アゲントコンシピオコンシピオレRecord
- 手をのばせば〜A touch of Love〜（1997年6月18日）

### 合作单曲
キャニオンレコードT・E・N・Tレーベル
- STAY CLOSE（1986年2月21日）高桥幸宏＆Steve Jansen
  - 这是一张12inch 单曲，和当时Japan乐队的鼓手Steven Jansen合作的组合。

### 录音室专辑
|    | 发行日期       | 名称                   | Oricon排名 |
| 1  | 1978年6月21日  | サラヴァ!              | -          |
| 2  | 1980年6月21日  | 音乐殺人               | 12位       |
| 3  | 1981年5月24日  | NEUROMANTIC            | 21位       |
| 4  | 1982年6月21日  | WHAT, ME WORRY?        | 35位       |
| 5  | 1983年8月25日  | 薔薇色の明日           | 11位       |
| 6  | 1984年11月10日 | WILD&MOODY             | 13位       |
| 7  | 1985年11月1日  | Once A Fool,...        | 11位       |
| 8  | 1986年8月21日  | ...Only When I Laugh   | 24位       |
| 9  | 1987年5月21日  | La Pensee              | 60位       |
| 10 | 1988年11月16日 | EGO                    | 16位       |
| 11 | 1990年4月4日   | BROADCAST FROM HEAVEN  | 11位       |
| 12 | 1991年3月20日  | A Day In The Next Life | 37位       |
| 13 | 1992年3月18日  | Life Time, Happy Time  | 22位       |
| 14 | 1994年11月16日 | MR.YT                  | 33位       |
| 15 | 1995年10月25日 | Fate Of Gold           | 49位       |
| 16 | 1996年11月13日 | Portrait With No Name  | 49位       |
| 17 | 1997年9月19日  | A Sigh of Ghost        | 99位       |
| 18 | 1998年3月18日  | A Ray Of Hope          | -          |
| 19 | 1999年10月20日 | The Dearest Fool       | 88位       |
| 20 | 2006年3月15日  | BLUE MOON BLUE         | 93位       |
| 21 | 2009年3月11日  | Page By Page           | 56位       |
| 22 | 2013年7月17日  | LIFE ANEW              | -          |

### 现场专辑
- tIME aND pLACE（1984年1月25日/13位）
- A Night In The Next Life（1991年8月23日/74位）
- Run After You Yukihiro Takahashi Live 1998（1998年9月18日）
- A Night in The Next Life-Perfect Premium Discs-（2009年3月11日/300位）
- One Fine Night ~60th Anniversary Live~（2013年6月26日）
- PHASE（2014年7月23日）

### 自身作品翻唱
- Heart of Hurt（1993年1月27日/28位）

### 电影原声
- 四月の魚 - Poisson D'avril（1985年4月25日/28位）
- ガクの冒険（1991年8月23日）
- うみ・そら・さんごのいいつたえ（1992年1月25日）
- あひるのうたがきこえてくるよ（1993年8月30日）
- しずかなあやしい午後に（1996年11月10日）
- The Show vol.6 Yohji Yamamoto Collection Music（1996年12月10日）

### 精选专辑
- The Brand New Day（1985年11月28日）
- The Best Way（1993年5月21日）
- I'm Not In Love. The Best Of Yukihiro Takahashi 1988 - 1995（1995年6月7日/36位）
- Collection SNGLES & MORE 1988 - 1996（1998年2月25日）
- colors (best of yt cover tracks vol.1)（1999年6月17日）
- colors (best of yt cover tracks vol.2)（1999年7月7日）
- A Dog Smiled（2002年11月20日）
- Turning The Pages Of Life ALFA Years 1981 - 1985（2009年3月11日/113位）
- Turning The Pages Of Life EMI Years 1988 - 1996（2009年3月11日/211位）

### 现场广播
- BOYS WILL BE BOYS（1983年11月18日）

#### 组合发表作品
SADISTIC MIKA BAND
- Sadistic Mika Band（1973年）
- 黒船（1974年/38位）
- Hot! Menu（1975年/43位）

SADISTICS
- Sadistics（1977年/60位）
- We Are Just Taking Off（1978年）
- Live Show（1979年/现场专辑）

THE BEATNIKS
- 出口主義 - Exitentialism（1981年）
- ビートで行こう - Exitentialist A Go Go（1987年/37位）
- The Show vol.4 Yohji Yamamoto Collection Music（1996年/サウンドトラック）
- M.R.I.（2001年）
- LAST TRAIN TO EXITOWN （2011年/68位）

SADISTIC MICA BAND、SADISTIC MIKAELA BAND
- 天睛（1989年/3位）
- 睛天 ライブ・イン・トーキョー1989 （1989年/21位/现场专辑）
- ナルキッソス -  Narkissos （2006年/6位）
- Live In Tokyo （2007年/34位/现场专辑）

PULSE
- パルス・バイ・パルス - Pulse × Pulse（1997年）

SKETCH SHOW
- オーディオ・スポンジ - Audio Sponge（2002年/18位）
- トロニカ - tronika（2003年/64位）
- ループホール - Loophole（2003年/63位）

pupa
- フローティング・ピューパ - floating pupa（2008年/30位）
- ドリーミング・ピューパ - dreaming pupa（2010年/30位）

HASYMO
- Rescue （2007年/14位）
- The City Of Light （2008年/24位）

METAFIVE
- "TECHNO RECITAL"（2014年/43位）

#### 发表作品的唱片公司
- EMI音樂 (日本)
- Victor Entertainment
- King Records
- Alfa Records
- Vap Inc.
- 波麗佳音
- AGENT CON-SIPIO
- 愛貝克思
- 日本古倫美亞

#### 电影
- だいじょうぶマイフレンド（1983年）
- A Y.M.O. FILM PROPAGANDA（1984年）
- 天国にいちばん近い島（1984年） - 饰演 桂木次郎
- 四月の魚（1986年） - 饰演 根本昌平（主演）
- 異人たちとの夏（1988年）
- 男はソレを我慢できない（2006年）
- 20世紀少年 <最終章> ぼくらの旗（2009年） - 饰演 Billy
- ノルウェイの森（2010年）

### 电子游戏音乐
- 銀河の三人（1987年、任天堂）
- Tから始まる物語-メインテーマ（1998年、ジャレコ）
- ファンタステップ（1997年、ジャレコ)
- 三国志 英傑天下に臨む（1991年、加賀電子)

#### 著书
- 偉人の血（鈴木慶一と共著、パルコ出版、1985年）
- 犬の生活（JICC出版局、1989年）
- ヒトデの休日（JICC出版局、1992年）
- キャッチ&リリース（写真：津留崎健、大栄出版、1997年）

#### 电视节目
- 極乐TV（テレビ朝日系列）
- AXEL（テレビ朝日系列）
- 竹中直人の恋のバカンス  (テレビ朝日系列)
- デカメロン  (TBS系列)

#### 电视动画
- The World of GOLDEN EGGS (Episode26、ノーマン役)

#### 商业广告
- トヨタ・MR2(SW20型、1989年) - 制作广告曲
- 学生援護会『サリダ』(1990年)
- アサヒ飲料「KAFEO」（1996年）- 出演ウェイター。
- 麒麟麦酒「クラシックラガー」（2007年）※以YMO身份出演。
- サッポロビール・エビスビール（2009年）
- 江崎格力高「百奇」(2010年)　※以YMO身份出演。